# Mânio Valério Máximo
Mânio Valério Voluso Máximo (em latim: Manius Valerius Volusus Maximus) foi um político da gente Valéria nos primeiros anos da República Romana. Foi nomeado ditador em 494 a.C. durante a Primeira secessão da plebe em 494 a.C.. Era filho de Marco Valério Voluso, cônsul em 505 a.C., e irmão de Lúcio Valério Potito, cônsul em 483 e 470 a.C., ou irmão do mesmo Voluso e também de Públio Valério Publícola, o fundador da República Romana.

## Nomeação
Durante o período de descontentamento popular em Roma e que levou à Primeira secessão da plebe em 494 a.C., volscos, sabinos e équos resolveram atacar Roma simultaneamente. Os cônsules precisavam alistar muitos novos soldados para dar andamento à guerra, mas a plebe se opôs. Para resolver o impasse, o ex-ditador Tito Lárcio propôs que se proibisse, durante a guerra, o confisco de propriedades de um devedor, soldado ou não, uma proposta semelhante à feita por Públio Servílio no ano anterior. Porém, Ápio Cláudio se opôs, exigindo que a autoridade consular fosse respeitada. Por isso, ele pede a nomeação de um ditador, cuja autoridade é inquestionável, para domar a plebe. Segundo Lívio, o Senado ficou relutante em nomear Mânio Valério, sobrinho de Públio Valério Publícola, para o posto, mas acabou cedendo. Logo em seguida ele nomeou Quinto Servílio Prisco Estruto como seu mestre da cavalaria.

## Assuntos militares
O novo ditador imediatamente publicou um édito similar ao de Públio Servílio em 495 a.C. e obteve o mesmo resultado: um grande exército foi alistado, especialmente entre os devedores. Com o povo parcialmente acalmado, mesmo tendo criado um ditador, pois ele era da família de Publícola, que continuava popular mesmo depois de sua morte. Dez legiões (cerca de 45 000) foram formadas, o maior número até então. Quatro delas foram entregues ao ditador para que ele lidasse com os sabinos, considerada a mais séria das três ameaças militares. Três foram entregues a cada um dos cônsules: a Aulo Vergínio Tricosto Celimontano para enfrentar os volscos e a Tito Vetúrio Gêmino Cicurino para enfrentar os équos.
Valério marchou com seu exército para enfrentar os sabinos e venceu-os, recebendo um triunfo como recompensa. Além disso, ele foi homenageado com uma cadeira curul no Circo Máximo para ele e seus descendentes e um triunfo.

## Secessão da plebe
Depois do retorno dos exércitos a Roma, Valério requisitou que o Senado lidasse com o assunto das dívidas da plebe que afligia o povo, mas não teve sucesso. Enfurecido, declarou:
| “ | Vocês não me deixarão concordar. Confiem em mim, logo vocês desejarão que o povo de Roma tivesse patrocinadores como eu. De minha parte, não irei nem desapontar meus colegas cidadãos e nem serei um ditador sem propósito. Divisões internas e guerras estrangeiras fizeram a república precisar de um magistrado assim. A paz foi assegurada no exterior, mas impedida em casa. Eu serei testemunha destes distúrbios como um cidadão privado ao invés de ditador | ” |
|   | — Mânio Valério Máximo, Lívio, Ab urbe condita, 2.31. |   |

Ele renunciou ao posto e foi para casa, recebido com grande aplauso pelo povo.